# うちの妹のばあい
『うちの妹のばあい』（うちのいもうとのばあい）は、2003年5月30日にイージーオーから発売されたWindows用アダルトゲームである。公称ジャンルは「お兄ちゃんシミュレーター」となっている。
2007年10月26日には『うちの妹のばあい純愛版』（うちのいもうとのばあいじゅんあいばん）が発売された。公称ジャンルは「お兄ちゃんシミュレーター改」。陵辱シナリオとオリジナル版のHシーンの一部が無くなり、その分オリジナル版の攻略可能ヒロインのHシーンが追加になって増えている。

## ストーリー
岩崎達也（主人公）は幼い頃に両親が離婚し、病弱だった母に引き取られ2人暮らしをしていた。この頃にはもう野球が大好きな子供に育っていた。
そんな折、母は再婚することになった。再婚相手の連れ子に岩崎優香という、達也より1歳年下で人見知りをする泣き虫の女の子がいた。そして達也は母と義父と優香の4人で幸せな生活を送るようになる。
だが、そんな幸せも長くは続かなかった。母と同じく病弱だった義父は再婚からわずか2年で帰らぬ人となり、そしてその翌年6月19日には母もその後を追うように息を引き取った。この日、達也は優香と2人だけで生きていくために強くなろうと決心する。
達也は中学生の頃、優香と2人の時間を大切にするために大好きな野球から遠ざかってしまう。
優香は思春期ごろから素行不良になり、度々「山手南警察署」の安浦孝雄という優しい警察官にお世話になるようになる。それは現在2人が通っている「二智南学園」に入学してからも続いている。この時、達也は2年生、優香は1年生。
そして6月10日。今日も山手南署の安浦さんから優香がケンカをしてしまったから迎えに来て欲しいと連絡が入り、達也は優香を迎えに夜の街を走る。

## 主な登場人物

### 攻略可能ヒロイン
岩崎優香（いわさき ゆうか）
声：涼森ちさと
義理の妹
身長163cm　体重45kg　B82/W58/H85
天童寺菜々子（てんどうじ ななこ）
声：天天
優香の友達でお金持ちのお嬢様
身長158cm　体重42kg　B84/W56/H80
北川純子（きたがわ じゅんこ）
声：櫻レオナ
お隣さんで達也の担任教師
身長168cm　体重48kg　B84/W58/H84
春日さゆり（かすが さゆり）
声：森川陽子
二智南学園の保健医で純子の親友
『純愛版』追加ヒロイン。
身長166cm　体重秘密　B91/W59/H90
小柳美穂（こやなぎ みほ）
声：あさり☆
達也と同じ学年で達也のファン
『純愛版』追加ヒロイン。

### その他の登場人物
岩崎達也（いわさき たつや）
主人公。小さいころから野球が大好きで、今もその想いは変わっていない。中学時代のポジションはライト。
舞浜和樹（まいはま かずき）
主人公の親友。リトルリーグ時代から達也と野球をやっていて、今も達也に野球部に来て欲しいと説得を続けている。優香のことが好き。ポジションはピッチャー。
虎牙猛（こが たけし）
主人公の昔の野球仲間。今は野球から遠ざかっている。達也のことを目の敵にしている様子。中学時代のポジションはショート。
安浦孝雄（やすうら たかお）
山手南署の警察官。優香がよく世話になっている。
セバスチャン
菜々子のボディガード。基本的には紳士だが、菜々子に悪影響を及ぼす者は女子供でも容赦はしない。
堀内政行（ほりうち まさゆき）
優香の担任教師。優香のことをあまり良く思っていない。
かれん
声：佐々木あかり
自称未来人で達也の娘。未来の達也が嫁にひどくいじめられているようで、その未来を変えるために来たとのこと。
小柳大輔（こやなぎ だいすけ）
小柳美穂の弟。倫世とは双子。
小柳倫世（こやなぎ ともよ）
小柳美穂の妹。大輔とは双子。

## 主なスタッフ
- 原画：風見春樹
- シナリオ：おるごぅる
- 主題歌：like my heart
  - 歌：結月そら / 作詞・作曲：折倉俊則

## 反響
「デビューして間もなく、純愛系のゲームに寝取られシチュを入れたところ、くっそ叩かれた」と2025年におるごぅるが振り返っている。

## 関連商品
- Lycee - シルバーブリッツのカードゲーム、Lyceeに参戦している。収録エキスパンションは、VisualArt's3.0など。